# Cantón de Siquirres
Cantón de Siquirres
Siquirres es el tercer cantón de la provincia de Limón en Costa Rica, es un lugar lleno de historia, naturaleza y oportunidades. Fundado el 19 de septiembre de 1911, este cantón limita al oeste con Guácimo, al este con Matina, al norte con el Mar Caribe y al sur con Turrialba, en la provincia de Cartago. 

### Clima
El paisaje de Siquirres se caracteriza por sus tierras arratadas, donde la temperatura promedio ronda los 29 °C. Sin embargo, en sus zonas montañosas, el clima es más fresco y agradable, con temperaturas que oscilan entre 18 °C y 27 °C. Este contraste climático hace de Siquirres un lugar ideal para disfrutar de diferentes actividades al aire libre.

### Geografía y Cartografía del Cantón de Siquirres
Coordenadas y Límites:
El cantón de Siquirres se sitúa en las coordenadas geográficas medias de 10°8′45″ de latitud norte y 83°29′50″ de longitud oeste. Este territorio administrativo abarca una superficie de 860.10 km², convirtiéndolo en el cuarto cantón más extenso de la provincia de Limón, ocupando el 9.36% del área total de la provincia.
- Al Oeste: Limita con los cantones de Guácimo y Pococí.
- Al Este: Limita con el cantón de Matina.
- Al Sur: Limita con el cantón de Turrialba.
- Al Norte: Bordeado por el Mar Caribe.

La anchura máxima del cantón es de 52 km en dirección noreste a suroeste, desde la desembocadura del río Pacuare en el mar Caribe hasta la naciente del río Destierro en la Sierra Volcánica Central, a 2,379 metros de altitud, siendo este punto el de mayor elevación en el cantón.
Características Geográficas:
El territorio de Siquirres se despliega en la fachada este de la Cordillera de Talamanca y abarca tierras orientadas hacia el Caribe costarricense.
- Llanuras y Abanicos Aluviales: Aproximadamente el 70% del territorio de Siquirres está compuesto por llanuras y abanicos aluviales, formados por sedimentos arrastrados y depositados por ríos como el Reventazón y el Pacuare, que nacen fuera de los límites cantonales. Estas tierras son predominantemente planas, aunque presentan limitaciones locales por mal drenaje, especialmente en áreas cercanas al mar y adyacentes a ríos de alta sinuosidad y corrientes divagantes.
- Áreas Montañosas: El 30% restante del cantón está constituido por áreas montañosas y abruptas, afectadas por procesos erosivos. Cerca del 8.5% de esta área se compone de terrenos con pendientes entre el 30% y el 60%, caracterizados por laderas altamente inestables y procesos erosivos activos que aportan materiales a los cursos fluviales. Esta región se clasifica como un área de deslizamiento semiactivo, cubriendo aproximadamente 47 km².

Resumen Geográfico y Económico:
Siquirres, con una geografía variada que incluye llanuras aluviales y áreas montañosas, se presenta como un cantón con un desarrollo equilibrado entre la agricultura y la industria. La presencia de importantes ríos y su proximidad al Mar Caribe le otorgan un potencial significativo tanto para la agricultura como para el turismo. Los mapas detallados del cantón destacan su red vial, divisiones administrativas y características hidrológicas, esenciales para la planificación y el desarrollo sostenible de la región.

### Economía de Siquirres
La economía de Siquirres es principalmente agrícola, destacándose la producción de banano y piña. Además, el cantón ha visto un crecimiento significativo en el sector agroindustrial. Empresas como Frutilight, Codela, Fructa, Mexifrutas, Frutasana y Tarimas Tara, operan bajo la figura de zona franca, procesando materias primas como banano, piña, plátanos, yuca, madera y cartón, para convertirlos en productos de valor añadido que impulsan la economía local y que son colocados en el mercado internacional mostrando altísima calidad y cuidado en su producción.

### Resumen Económico de Siquirres en 2023
Índice de Desarrollo Humano en 2023 para el cantón de Siquirres (IDH): 0.723
El Índice de Desarrollo Humano (IDH) de Siquirres para el año 2023 es 0.723, lo que lo posiciona en un rango de desarrollo humano medio-alto. Este índice, que considera factores como la esperanza de vida, la educación y el ingreso per cápita, refleja un nivel de vida considerablemente bueno para los residentes de Siquirres. Un IDH de 0.723 indica que Siquirres ha logrado avances significativos en mejorar la calidad de vida de su población, destacándose en comparación con otros cantones de la provincia de Limón. El cantón de Siquirres ocupa el puesto 46 de Costa Rica de los 84 cantones. 
Producto Interno Bruto (PIB) per Cápita Nominal: US$12,030
El PIB per cápita nominal de Siquirres para el año 2023 promedia los US$12,030. lejos de los US$18,030 que promedia Costa Rica, a pesar de este indicador económico refleja el valor total de los bienes y servicios producidos en el cantón dividido por su población. Un PIB per cápita de US$12,030 sugiere un nivel de ingresos medios, lo que indica un nivel económico favorable pero que puede estar mejor si el cantón atrae inversiones que generen nuevos empleos. Este valor también resalta la capacidad de Siquirres para generar riqueza y mejorar el bienestar económico de sus habitantes.

### Implicaciones de Estos Datos
1. Desarrollo Sostenido: Con un IDH de 0.723, Siquirres demuestra un compromiso con el desarrollo sostenible, equilibrando el crecimiento económico con mejoras en la educación y la salud.
2. Fortaleza Económica: Un PIB per cápita de US$12,030 indica una economía robusta, impulsada principalmente por la agricultura y la agroindustria. La presencia de empresas en zonas francas y el crecimiento del turismo también contribuyen a este desempeño económico positivo.
3. Calidad de Vida: La combinación de un IDH elevado y un PIB per cápita significativo sugiere que los habitantes de Siquirres disfrutan de una calidad de vida elevada, con acceso a servicios básicos de alta calidad (Agua Potable, Educación primaria, secundaria y universitaria, electricidad, servicios de salud, oportunidades de empleo y un entorno económico favorable.

### Un Destino Turístico Emergente
En los últimos años, Siquirres ha ganado popularidad como destino turístico, especialmente entre los amantes de la aventura. Los rápidos de los ríos Pacuare y Reventazón atraen a turistas de todo el mundo, ofreciendo experiencias emocionantes de rafting y kayak. Este auge en el turismo ha contribuido al desarrollo económico y social del cantón.

### Significado y Símbolo de Siquirres
La bandera de Siquirres es un reflejo de su identidad. El color amarillo simboliza el sol que ilumina el cantón, mientras que el color verde representa la riqueza natural de la región. Juntos, estos colores encarnan la esencia de Siquirres: "El sol iluminando el Cantón de Siquirres".
Siquirres no es solo un cantón, es una comunidad vibrante y en crecimiento, donde la tradición agrícola se encuentra con la innovación agroindustrial y la emoción del turismo de aventura. Ven y descubre todo lo que Siquirres tiene para ofrecer.

## Historia
Al pie de una estribación de la cordillera de Talamanca, precisamente en donde se inicia la gran llanura del Atlántico o Caribe, se formó un poblado gracias a los trabajos del ferrocarril. El punto escogido está a corta distancia del río Reventazón, reto formidable para los trabajadores de la empresa ferrocarrilera. Precisamente en este punto empieza la parte que más penalidades hizo pasar a la compañía para trazar la línea, ya que el trayecto más indicado para salir a Turrialba y posteriormente a Cartago y San José, por las vegas del río, ofrecía enormes dificultades. Pero con el correr de los años la empresa logró vencer las dificultades y extender la línea por la orilla del Reventazón.
Así las cosas, Siquirres fue tomando fisonomía de población gracias al ferrocarril, y posteriormente, a los trabajos en las fincas bananeras y - ya en las décadas de 1930 y 1940 - del cacao que sustituyó al banano. Es pues un pueblo relativamente nuevo si lo comparamos con otros poblados, ya que por ejemplo en el censo de 1883 no aparece referencia alguna al sitio original. Se habla de Parismina, Tortuguero, Laguna y Agua Dulce, con un total de 93 habitantes. Por aquellas fechas la misma ciudad de Limón apenas contaba con 413 habitantes y la provincia daba 1858 como gran total.
Pero los pobladores aumentaron rápidamente, y ya en 1982 se habla por primera vez de un barrio del Reventazón, con 656 habitantes. Es esa fecha en adelante Siquirres se ha desarrollado satisfactoriamente y hoy es una de las ciudades principales de la vertiente Atlántica.

## Suceso histórico del Codo del Diablo
En 1948 bajo el gobierno de facto de José Figueres Ferrer, y el partido comunista Vanguardia Popular (Costa Rica) al ser perseguido, hubo varios crímenes políticos, donde destacan los Asesinatos del Codo del Diablo, donde Federico Picado Sáenz, Tobías Vaglio Sardí, Lucío Ibarra Aburto, Octavio Sáenz Soto, Narciso Sotomayor Ramírez y Álvaro Aguilar Umaña, militantes y simpatizantes de dicho partido, fueron asesinados en las vías férreas del Ferrocarril al Atlántico, en las orillas del Río Reventazón en Siquirres.  Los responsables del crimen fueron sus cuatro custodios, y que, de acuerdo con las declaraciones oficiales, los trasladaban a la Penitenciaría en San José. Tres de los acusados por homicidio recibieron condenas de prisión de hasta 30 años, pero gracias a vínculos políticos y a la displicencia de las autoridades, lograron evadir sus penas y salir del país. No se conoció tampoco quiénes ordenaron asesinar a estas personas, y el crimen del Codo del Diablo quedó impune.

## Descripción General
Cuando se viaja por carretera a la zona Atlántica o Caribe, después de caminar sobre los cerros aledaños a la cuenca del Reventazón, se comienza a extender ante la vista del viajero toda la llanura, que termina propiamente en la línea de la playa con una loca.
Siquirres tiene una parte importante de su territorio en las serranías, que son estribaciones de la Cordillera de Talamanca; y el resto del territorio se extiende por la llanura. Hay pues topografía variada, toda muy fértil, ya que en esta zona el clima húmedo contribuye a la feracidad del suelo. En las partes laderosas hay muchos sectores cubiertos aún de selva, aunque el campesino ha avanzado bastante en su labor de tala y hechura de fincas. En las partes llanas se encuentran numerosas fincas de banano y cacao; algunas de estas plantaciones son de extensión muy considerable.
La población se compone en partes importantes de descendientes de negros jamaicanos y emigrantes del centro del país. Los ríos caudalosos son frecuentes; y en Siquirres se destacan el Reventazón y el Pacuare. Si la visitante toma cualquiera de estos ríos puede llegar fácilmente a las lagunas de Tortuguero, escenario natural de extraordinaria belleza.

## Acceso a la educación en el cantón
Escuelas y colegios por distritos:
Siquirres:
- Escuela Justo Antonio Facio
- Centro Educativo Tobías Vaglio
- Escuela Prioritaria Betania
- Escuela San Rafael
- Escuela Indiana Dos
- Escuela Indiana Tres
- Escuela Las Palmiras
- Escuela Siquirrito
- Escuela Sector Norte
- Escuela Carsola
- Escuela La Lucha
- Escuela Guayacan
- Escuela Linda Vista
- Escuela Los Ángeles
- Escuela San Alberto
- Escuela El Coco
- Atlantic College (Privada)
- Escuela Santa Marta
- Escuela El Cocal

- C.T.P Padre Roberto Evans Saunders
- Colegio Nocturno de Siquirres
- Colegio Virtual Marco Tulio Salazar*
- Colegio Experimental Bilingüe de Siquirres
- Atlantic College (Privado)

- Colegio Académico de Siquirres
- CINDEA El Cocal

El Cairo:
- Escuela Silvestre Grant Griffith
- Escuela La Francia
- Escuela La Josefina
- I.D.A Luisiana
- Escuela Cuatro Millas
- Escuela La Catalina
- Escuela Seis Amigos
- Escuela El Silencio
- Liceo Rodrigo Solano Quirós

Florida:
- Escuela Altos de Bonilla
- Escuela Las Lomas
- Escuela Florida
- Escuela La Pascua
- Escuela San Isidro de Florida
- Escuela San Antonio
- Colegio de Florida
- CINDEA Florida

Reventazón:
- Escuela Barra de Parismina
- Escuela Pueblo Civil
- I.D.A Los Ángeles
- Escuela Ciudadela Flores
- Escuela Celina
- Escuela Maryland
- Escuela La Esperanza
- Escuela Montecristo
- Escuela El Carmen
- Escuela Nueva Virginia
- Escuela Vegas de Imperio
- Escuela Caño Blanco
- Escuela Imperio
- Escuela Santo Domingo
- Liceo Maryland
- Liceo Rural Barra de Parismina
- Liceo Rural La Celina

La Alegría:
- Escuela Trocha de Ceibos
- Escuela El Cruce
- Escuela Antonio Fernández Gamboa
- Escuela San Isidro
- Escuela Grano de Oro
- Liceo La Alegría
- Satélite CINDEA

Pacuarito:
- Escuela Unión Campesina
- Escuela San Luis
- Escuela Cimarrones
- Escuela Pueblo Nuevo
- Escuela Cultivez
- Escuela Monteverde
- Escuela Pacuarito
- Escuela Zephaniah Farguharson Vassell
- Escuela El Bosque
- Escuela La Perlita
- Escuela El Encanto
- Escuela Fausto Herrera Cordero
- Escuela Freeman
- Escuela La Perla
- Liceo San Carlos de Pacuarito
- Liceo La Perla
- Liceo Rural Nairi Awari

Germania:
- Instituto Pedagógico Bambi (Privada)
- Escuela Germania
- Escuela La Herediana
- Escuela Bella Vista
- Escuela El Peje
- Escuela El Milano
- Escuela Altos de Germania

Total de estudiantes en I y II Ciclo en 2020: 7 014.
Total de estudiantes en III Ciclo y Diversificada en 2020: 5 357.
Total de personas que acceden a la educación en el cantón: 12 371
*El Programa de colegios Marco Tulio Salazar fue cerrado

### Educación Superior
En Siquirres se sitúan tres universidades y un colegio universitario:
Públicas:
Universidad de Costa Rica (UCR), Recinto de Siquirres, ubicada a un costado este del mercado municipal.
Universidad Estatal a Distancia (UNED), Sede Siquirres, ubicada a un costado este de la Guardia Rural.
Privadas:
Universidad Florencio del Castillo (UCA), ubicada a 150 metros al Oeste del antiguo Cable Caribe, en Barrio San Martín.
Colegio Universitario de Limón (CUN Limon), ubicado en Barrio El Mangal de Siquirres, frente a la Delegación Cantonal de Policía. 

## División administrativa
El cantón de Siquirres se compone de siete distritos:
- Siquirres
- Pacuarito
- Florida
- Germania
- Cairo
- Alegría
- Reventazón

### Cartografía
Hojas del mapa básico 1:50 000 (IGNCR): Barbilla, Bonilla, Guácimo, Matina, Parismina, Tortuguero.

### Leyes y decretos de creación y modificaciones
- Decreto Ejecutivo 10 de 25 de febrero de 1911 (Siquirres distrito 3 del cantón Limón)
- Ley 11 de 19 de septiembre de 1911 (Creación, límites y división distrital de esta Unidad Administrativa, segregado del cantón Limón).
- Ley 12 de 19 de septiembre de 1911 (Creación y límites del cantón Pococí, colindante con este cantón).
- Ley 4344 de 24 de junio de 1969 (Creación y límites del cantón Matina, colindante con este cantón).
- Ley 4753 de 3 de mayo de 1971 (Creación y límites del cantón Guácimo, colindante con esta Unidad Administrativa).
- Decreto Ejecutivo 24931-G de 17 de enero de 1996 (Creación y límites del distrito Alegría)
- Acuerdo Ejecutivo N.º 040-2018-MGP, del 16 de octubre de 2018 (Creación y límites del distrito Reventazón), publicado en el diario La Gaceta N.º 198, del día 26 de octubre de 2018.

## Demografía
De acuerdo al Censo Nacional del 2022, la población del cantón era de 63,765 habitantes, de los cuales, el 6,9% nació en el extranjero. El mismo censo destaca que había 24 505 viviendas ocupadas, de las cuales, el 58,2% se encontraba en buen estado y había problemas de hacinamiento en el 5,9% de las viviendas. El 65,8% de sus habitantes vivían en áreas urbanas.
Entre otros datos, el nivel de alfabetismo del cantón es del 98,5%, con una escolaridad promedio de 12,5 años.
El mismo censo detalla que la población económicamente activa se distribuye de la siguiente manera:
- Sector Primario: 44,8%
- Sector Secundario: 10,5%
- Sector Terciario: 44,7%

Índice de Desarrollo Humano: 0,723 (Fuente PNUD 2023)

## Sitios de Interés Turístico
La ciudad de Siquirres es muy pintoresca. Vale la pena visitar el mercado. La iglesia de esta ciudad es de tipo diferente a las del resto del país, ya que su arquitectura es redonda. Por medio de los ríos Pacuare y Reventazón se puede bajar hasta las Lagunas del Tortuguero, formidable lugar para el turismo. Frente a la iglesia está ubicada una plaza de deportes que fue heredada por un emigrante jamaiquino, el Dr. Shaw, con cuyo nombre fue bautizada la clínica local. Entre otros atractivos hay un banana tour al que frecuentan turistas sobre todo provenientes de cruceros y otros que reservan con antelación contactando al operador (www.bananatourcostarica.com). 
Pioneros en el agroturismo este tour cuenta ya a su haber cerca de 130,000 visitantes de diversas partes del mundo. La interacción de los turistas en una finca real de banano les permite conocer sobre la historia de la industria, el aporte de los distintos grupos étnicos que vinieron a la construcción del ferrocarril y su vinculación posterior en la actividad bananera. También hay un show del Tarzán Tico donde además de la interacción que ejecuta en una laguna el conocido "Chito Loco", personaje autóctono, con un lagarto de más de cinco metros, hay bar, restaurante, hotel y un tour por canales que "Chito" a construido en su reserva. El Restaurante Caribbean Dish, ofrece una variada gastronomía local, este, es visitado a lo largo del año por turistas nacionales y extranjeros.
La ciudad cuenta además con el Centro Turístico Pacuare que reúne todas las facilidades para los turistas, como restaurante, bar, piscinas, cancha de fútbol 5, hotel, tours, además de los servicios gratuitos de internet y llamadas internacionales para sus huéspedes.

## Himno del Cantón
Ciudadanos alegres cantemos

al pendón blanco, rojo y azul

a Siquirres hoy grande elevemos

nuestras almas en una oración

Hoy unidos estamos cantando

al cumpleaños de nuestro Cantón

que progrese, que triunfe luchando

con amor, con gran fe y corazón

Siquirrreños cantemos con alma

y florezca este pueblo de sol,

orgulloso veras ahí a tus hijos,

que mañana sus hombres serán.

Monumento a siquirres haremos

nuestro canto será para él,

con nobleza lo defenderemos

y aun moriremos por Él.

## Carreteras y Distancias
Siquirres-San José: 96 km. La carretera construida a través del parque nacional Braulio Carrillo (ruta 32) permite al turista disfrutar en éxtasis el paisaje del trópico húmedo durante un recorrido de cerca de dos horas.

## Política
Alcaldía Periodo 2020- 2024:
Alcaldía: Randall Black
Vicealcaldía Primera: Maureen Cash Araya
Vicealcaldía Segunda: Luis Fernando Delgado Duran
Regidores(As) Propietarios(As) Periodo 2020 -2024:
- Randal Black Reid -PLN
- Yoxana Debora Stevenson Simpson -PLN
- Karla Andrea Alvarado Muñoz -PLN
- Elías Alberto Jara Vega -PLN
- Susan Cruz Villegas -PLN
- Esmeralda Allen Mora -FA
- Junior de los Ángeles Quirós Chavarria -FA

Regidores(As) Suplentes Periodo 2020-2024:
- Freddy Badilla Barrantes
- Maricel Díaz Delgado
- Pablo Andrés Castillo Tercero
- María González Jiménez
- Johnny Alejandro Loaiza López
- César Domingo Manzanares Vargas
- Zoraida Del Carmen Cedeño Rojas

Sindicos(As) Propietarios(As) Periodo 2020 -2024:
- Jorge Luis Álvarez Rosales -PLN -Siquirres
- Marjorie Miranda Jiménez -PLN -Pacuarito
- Willie Bianchini Gutiérrez -PLN -Florida
- Stanley Salas Salazar -PLN -Germania
- Yeimar Esteban Gordon Porras -PLN -Cairo
- Rosa María Sánchez Cordero -PLN -Alegría
- Alexander Pérez Murillo -PLN -Reventazon

Síndicos(as) Suplentes Periodo 2020-2024:
- Dinia Patricia Hernández Abarca -PLN -Siquirres
- Maynor Castro Saldaño -PLN -Pacuarito
- Lidieth Vega García -PLN -Florida
- Jaimee Johnson Black -PLN -Germania
- Yerlin Melissa Baar Motero -PLN -Cairo
- Luis Fernando Bermúdez Mora -PLN -Alegría

Alcaldía Periodo 2016- 2020:
Alcaldía: Mangell Mc Lean Villalobos
Vicealcaldía Primera: Sara María Méndez Morales
Vicealcaldía Segunda: Juan Bautista Vásquez Sanabria
Regidores(As) Propietarios(As) Periodo 2016 -2020:
- Gerardo Badilla Castillo -PLN
- Miriam Elena Hurtado Rodríguez -PLN
- Floyd Ferdinand Brown Hayles -Pas
- Anabelle Rodríguez Campos -Pas
- Roger Bennett Davis -Pusc
- Randal Black Reid -Prc
- Julio César Gómez Rojas -Pase

Regidores(As) Suplentes Periodo 2016-2020:
- Maureen Cash Araya -PLN
- Luis Fernando Bermúdez Mora -PLN
- Loyda Emilia Davis Maitland -Pas
- Juan José Garro Quirós -Pas
- Jesús Neftalí Badilla Sánchez -Pusc
- Susana Vanessa Polanco Mesen -Prc
- Saray Camareno Álvarez -Pase

Fuente: http://www.tse.go.cr/nuestros_gobernantes.htm